# Naturschutzgebiet Ebberg
Das Naturschutzgebiet Ebberg  liegt auf dem Gebiet der Stadt Schwerte im Kreis Unna in Nordrhein-Westfalen.

## Gebietsbeschreibung
Das NSG wurde im Jahr 1979 unter der Schlüsselnummer UN-001 unter Naturschutz gestellt. Das Naturschutzgebiet Ebberg liegt im Osten des Höhenzuges des Ardeygebirges über dem Ruhrtal. An der Südostflanke der namensgebenden Erhebung Ebberg gelegen, wird das Naturschutzgebiet im Westen durch die ehemalige Nutzung als Ruhrsandsteinbruch und im Osten durch Buchenhochwald und verschiedene Forsten geprägt. Im aufgelassenen Steinbruch hat die Abbautätigkeit ein stark gegliedertes Oberflächenrelief mit einer Anzahl von Abbauterrassen, Steilwänden, Felsschutthalden und Kleingewässern hinterlassen. Die ehemals offene Abbaustätte ist mittlerweile weitgehend bewaldet oder sukzessive verbuschend, dennoch findet man noch auf kleinem Raum einen starken Wechsel von edaphischen, mikroklimatischen und anderen standörtlichen Faktoren. Auf etwa 40 m Höhenunterschied sind vier ehemalige Abbausohlen terrassenförmig deutlich ausgearbeitet und teilweise von Steilstufen getrennt, noch gut im Gelände erkennbar. Diese durch gezielte Pflegeeinsätze von Gehölzaufwuchs freigehaltenen Bereiche bergen fragmentarisch noch Trockenrasen und Heideaspekte. Aufgrund seiner Genese als alter, anthropogener Sonderstandort besitzt der Ebberg insbesondere hinsichtlich der Herpetofauna eine typische und reichhaltige Artengarnitur, die im Kreis Unna einzigartig ist. Die Kleingewässer und Trockenrasenfragmente mit ihrer charakteristischen Vegetation und Entomofauna sind auch in Ermangelung vergleichbarer Standorte für das weitere Umfeld bemerkenswert. Bedeutsam ist der offengelassene Steinbruch auch in erdgeschichtlicher Hinsicht, da die Abbruchwände einen Einblick in die geologisch ältesten Gesteinsfolgen des Kreisgebietes aus dem Oberkarbon erlauben.

## Schutzziele und Maßnahmen
Die Festsetzung erfolgt gem. § 20 a), b) und c) LG NW
1. zur Erhaltung, Entwicklung und Wiederherstellung von Lebensgemeinschaften oder Biotopen bestimmter wildlebender Tier- und Pflanzenarten. Als Biotope bzw. Lebensgemeinschaften gelten hier insbesondere:
- Eichen-Birkenmischwälder
- Hainsimsen-Buchenwald
- Gebüsche
- trockene Hochstaudenfluren
- frische bis feuchte Hochstaudenfluren
- Felsgesellschaften
- Silikattrockenrasen
- Grünlandbrachen
- vegetationsarme Schotterfluren
- Kleingewässer

2. aus wissenschaftlichen und erdgeschichtlichen Gründen zum Erhalt der geologischen Aufschlüsse in den Sprockhövel-Schichten des Oberkarbons
3. wegen der besonderen Eigenart und Schönheit des vielfältigen und stark strukturierten Höhenrückens
Insbesondere gilt es die im Gebiet vorkommenden gesetzlich geschützten Biotoptypen / FFH-LRT nachhaltig zu schützen und zu sichern. Im Fokus stehen dabei eine Reihe von naturnahen Kleingewässern mit bedeutenden Amphibienvorkommen und die Reste von Trockenrasen auf den Terrassen des ehemaligen Ruhrsandsteinbruchs. Im stark frequentierten Naherholungsgebiet sind zur Abwendung von Schäden besucherlenkende Maßnahmen zu forcieren. Vorrangige Entwicklungsziele sind die Optimierung und Ausweitung dieser Lebensräume. Die typischen Lebensräume des Sonderstandortes Sandsteinbruch sind durch angepasste Naturschutzmaßnahmen zu erweitern. Die Kontrolle der Gehölz- und Gebüschentwicklung ist hierbei essentiell um insbesondere die offenen, vegetationsarmen Fels- und Schotterflächen zu sichern und zu fördern. Der geologische Untergrund unterbindet an den meisten Kleingewässern – auch den nicht qua definitionem per Gesetz geschützten – maschinell durchgeführte Entschlammungsmaßahmen. Wichtiger erscheinen hier Freistellungsmaßnahmen an Gehölzen und Ufervegetation um die eine Anzahl an Amphibienarten bedeutsamen Gewässer zu optimieren. In den bewaldeten Bereichen besonders im Osten des NSG „Am Ebberg“ ist langfristig ist ein schonender Waldumbau von Parzellen mit nicht bodenständigen und nicht einheimischen Gehölzen geboten. Landwirtschaftliche Nutzung bleibt ausgeschlossen, eine extensiv Beweidung kann aber zur Förderung der Offenlandbereiche initiiert werden.

## Pflanzenarten im NSG
Einige Pflanzenarten sind hier aufgeführt.
• Adlerfarn (Pteridium aquilinum (subsp. aquilinum))
• Arznei-Thymian (Thymus pulegioides)
• Asch-Weide (Salix cinerea)
• Behaarte Segge (Carex hirta)
• Berg-Ahorn (Acer pseudoplatanus)
• Besenginster (Cytisus scoparius)
• Besenheide (Calluna vulgaris)
• Bittersüßer Nachtschatten (Solanum dulcamara)
• Blasen-Segge (Carex vesicaria)
• Breitblättriger Rohrkolben (Typha latifolia)
• Breitblättriges Knabenkraut (Dactylorhiza majalis)
• Brennender Hahnenfuß (Ranunculus flammula agg.)
• Brennender Hahnenfuß (Ranunculus flammula (subsp. flammula))
• Brombeere unbestimmt (Rubus spec.)
• Büschel-Nelke (Dianthus armeria (subsp. armeria))
• Cladonia furcata s.l. (Cladonia furcata s.l.)
• Cladonia macilenta (Cladonia macilenta)
• Cladonia rangiformis (Cladonia rangiformis)
• Cladonia spec. (Cladonia spec.)
• Cladonia subulata (Cladonia subulata)
• Draht-Schmiele (Deschampsia flexuosa)
• Drüsiges Springkraut (Impatiens glandulifera)
• Drüsiges Weidenröschen (Epilobium ciliatum)
• Dunkles Lungenkraut (Pulmonaria obscura)
• Echte Brunnenkresse (Nasturtium officinale agg.)
• Echte Nelkenwurz (Geum urbanum)
• Echte Zaunwinde (Calystegia sepium)
• Echtes Johanniskraut (Hypericum perforatum)
• Echtes Tausendgüldenkraut (Centaurium erythraea)
• Efeu (Hedera helix (subsp. helix))
• Einjähriger Knäuel (Scleranthus annuus)
• Europäische Lärche (Larix decidua (subsp. decidua))
• Feinstrahl-Berufkraut (Erigeron annuus)
• Feld-Hainsimse (Luzula campestris agg.)
• Fichte (Picea abies)
• Flatter-Binse (Juncus effusus (subsp. effusus))
• Frauenfarn (Athyrium filix-femina)
• Froschbiss (Hydrocharis morsus-ranae)
• Frühe Haferschmiele (Aira praecox)
• Frühlings-Hainsimse (Luzula pilosa)
• Fuchs-Greiskraut (Senecio ovatus)
• Gemeine Braunelle (Prunella vulgaris)
• Gemeine Waldsimse (Scirpus sylvaticus)
• Gemeiner Beifuss (Artemisia vulgaris)
• Gemeiner Beinwell (Symphytum officinale)
• Gemeiner Froschlöffel (Alisma plantago-aquatica)
• Gemeines Ferkelkraut (Hypochaeris radicata (subsp. radicata))
• Gemeines Habichtskraut (Hieracium lachenalii)
• Gewöhnliche Eberesche (Sorbus aucuparia)
• Gewöhnliche Wald-Engelwurz (Angelica sylvestris)
• Gewöhnlicher Glatthafer (Arrhenatherum elatius (subsp. elatius))
• Gewöhnlicher Wurmfarn (Dryopteris filix-mas)
• Gewöhnliches Ruchgras (Anthoxanthum odoratum)
• Glattes Habichtskraut (Hieracium laevigatum)
• Glieder-Binse (Juncus articulatus (subsp. articulatus))
• Große Brennnessel (Urtica dioica)
• Große Sternmiere (Stellaria holostea)
• Großes Hexenkraut (Circaea lutetiana)
• Gundermann (Glechoma hederacea)
• Hain-Rispengras (Poa nemoralis)
• Hainbuche (Carpinus betulus)
• Haselnuss (Corylus avellana)
• Hasenpfoten-Segge (Carex leporina)
• Heidelbeere (Vaccinium myrtillus)
• Herbst-Löwenzahn (Scorzoneroides autumnalis)
• Japan-Staudenknöterich (Fallopia japonica)
• Kahles Bruchkraut (Herniaria glabra (subsp. glabra))
• Kahnblättriges Torfmoos (Sphagnum palustre)
• Kanadisches Berufkraut (Erigeron canadensis)
• Kleinblütiges Weidenröschen (Epilobium parviflorum)
• Kleine Wasserlinse (Lemna minor)
• Kleiner Baldrian (Valeriana dioica agg.)
• Kleiner Dornfarn (Dryopteris carthusiana)
• Kleiner Sauerampfer (Rumex acetosella)
• Kleines Habichtskraut (Hieracium pilosella)
• Kleinköpfiger Pippau (Crepis capillaris)
• Knäuel-Binse (Juncus conglomeratus)
• Knoblauchsrauke (Alliaria petiolata)
• Land-Reitgras (Calamagrostis epigejos)
• Mäuseschwanz-Federschwingel (Vulpia myuros)
• Mittleres Fingerkraut (Potentilla intermedia)
• Neubelgien-Aster (Aster novi-belgii agg.)
• Orangerotes Habichtskraut (Hieracium aurantiacum)
• Pfeifengras (Molinia caerulea)
• Quendel-Ehrenpreis (Veronica serpyllifolia)
• Quendelblättriges Sandkraut (Arenaria serpyllifolia)
• Rainfarn (Tanacetum vulgare)
• Riesen-Goldrute (Solidago gigantea)
• Rippenfarn (Blechnum spicant)
• Rot-Eiche (Quercus rubra)
• Rotbuche (Fagus sylvatica (subsp. sylvatica))
• Rote Schuppenmiere (Spergularia rubra)
• Roter Fingerhut (Digitalis purpurea (subsp. purpurea))
• Rotes Straußgras (Agrostis capillaris)
• Rotschwingel (Festuca rubra)
• Sal-Weide (Salix caprea (subsp. caprea))
• Salbei-Gamander (Teucrium scorodonia)
• Sand-Birke (Betula pendula)
• Schafschwingel (Festuca ovina agg.)
• Scharfer Hahnenfuß (Ranunculus acris agg.)
• Schein-Zypergras-Segge (Carex pseudocyperus)
• Schönes Johanniskraut (Hypericum pulchrum)
• Schwarz-Erle (Alnus glutinosa)
• Schwarzer Holunder (Sambucus nigra)
• Silber-Fingerkraut (Potentilla argentea)
• Silberblättrige Goldnessel (Galeobdolon argentatum)
• Spätblühende Traubenkirsche (Prunus serotina)
• Stechpalme (Ilex aquifolium)
• Stiel-Eiche (Quercus robur (subsp. robur))
• Süßkirsche (Prunus avium)
• Sumpf-Hornklee (Lotus pedunculatus)
• Sumpf-Kratzdistel (Cirsium palustre)
• Sumpf-Schafgarbe (Achillea ptarmica)
• Sumpf-Wasserstern (Callitriche palustris agg.)
• Teichlinse (Spirodela polyrhiza)
• Trauben-Eiche (Quercus petraea agg.)
• Ufer-Wolfstrapp (Lycopus europaeus)
• Ulme (unbestimmt) (Ulmus spec.)
• Wald-Ehrenpreis (Veronica officinalis)
• Wald-Erdbeere (Fragaria vesca)
• Wald-Geissblatt (Lonicera periclymenum)
• Wald-Habichtskraut (Hieracium murorum)
• Wald-Platterbse (Lathyrus sylvestris)
• Wald-Ruhrkraut (Gnaphalium sylvaticum)
• Wald-Sauerklee (Oxalis acetosella)
• Wasser-Schwaden (Glyceria maxima)
• Wasserdost (Eupatorium cannabinum (subsp. cannabinum))
• Wasserfeder (Hottonia palustris)
• Wasserpfeffer-Knöterich (Persicaria hydropiper)
• Weiß Hainsimse (Luzula luzuloides)
• Weißklee (Trifolium repens (subsp. repens))
• Wiesen-Knäuelgras (Dactylis glomerata)
• Wiesen-Bärenklau (Heracleum sphondylium)
• Wiesen-Schafgarbe (Achillea millefolium)
• Wiesen-Schwingel (Festuca pratensis)
• Wiesen-Wachtelweizen (Melampyrum pratense)
• Winkel-Segge (Carex remota)
• Winter-Linde (Tilia cordata)
• Wolliges Honiggras (Holcus lanatus)
• Zarte Binse (Juncus tenuis)
• Zarter Gauchheil (Anagallis tenella)
• Zitter-Pappel (Populus tremula)
• Zottiges Weidenröschen (Epilobium hirsutum)
• Zweiblättrige Schattenblume (Maianthemum bifolium)
• Zwerg-Filzkraut (Filago minima)

## Tierarten im NSG
Einige Tierarten sind hier aufgeführt.
• Bergmolch (Triturus alpestris)
• Blindschleiche (Anguis fragilis)
• Erdkröte (Bufo bufo)
• Fadenmolch (Triturus helveticus)
• Feuersalamander (Salamandra salamandra)
• Geburtshelferkröte (Alytes obstetricans)
• Gemeine Sichelschrecke (Phaneroptera falcata)
• Grasfrosch (Rana temporaria)
• Große Goldschrecke (Chrysochraon dispar)
• Kreuzkröte (Bufo calamita)
• Langflügelige Schwertschrecke (Conocephalus fuscus)
• Schlingnatter (Coronella austriaca)
• Teichmolch (Triturus vulgaris)
• Waldeidechse (Lacerta vivipara)
• Wasserfrosch-Komplex (Rana esculenta-Synklepton)